# Wanda Malecka
Petronela Wanda Malecka (Góra Kalwaria, Reino de Prusia, c.1800-Varsovia, Polonia, 22 de octubre de 1860) fue una escritora, poeta y traductora polaca de literatura inglesa y francesa. Fue la primera mujer polaca en ser editora y editó su propia revista: Bronisława, czyli Pamiętnik Polek (Diario de las Mujeres Polacas) .

## Biografía
Wanda Malecka era descendiente de una familia noble. Sus padres fueron Piotr de Frise y Marianna Klobloch. Fue educada en casa, donde aprendió francés e inglés .
El 7 de octubre de 1820, en Varsovia, se casó con Klemens Malecki, un oficial del ejército del Ducado de Varsovia y escritor. Klemens Malecki murió ocho días antes de la muerte de su esposa, el 14 de octubre de 1860 en Radom. La pareja tuvo un hijo, Bronisław.
Wanda Malecka trabajó principalmente como traductora. Además de publicar sus textos y traducciones en sus propias revistas, colaboró en Rozmaitości Warszawskie (Variedades de Varsovia), Niezapominajki (No me olvides), Wianka (Guirnalda), Magazyn Powszechny (Revista común), The Home Museum (El Museo de la Casa) y Nowy Kolumba (Nuevo Colón) . Según los críticos, sus obras literarias son "cuentos e historias artísticamente sentimentales sobre la vida de la alta sociedad, con tendencias didácticas y de carácter moral".
En el siglo XIX, en la década de los 50, vivió en Varsovia, en la calle Elektoralna . Allí dirigió una escuela primaria para niñas con capacidad para 30 estudiantes .
Falleció el 22 de octubre de 1860 en Varsovia y fue enterrada en el cementerio Powązki, en la misma ciudad de Varsovia .

## Publicaciones

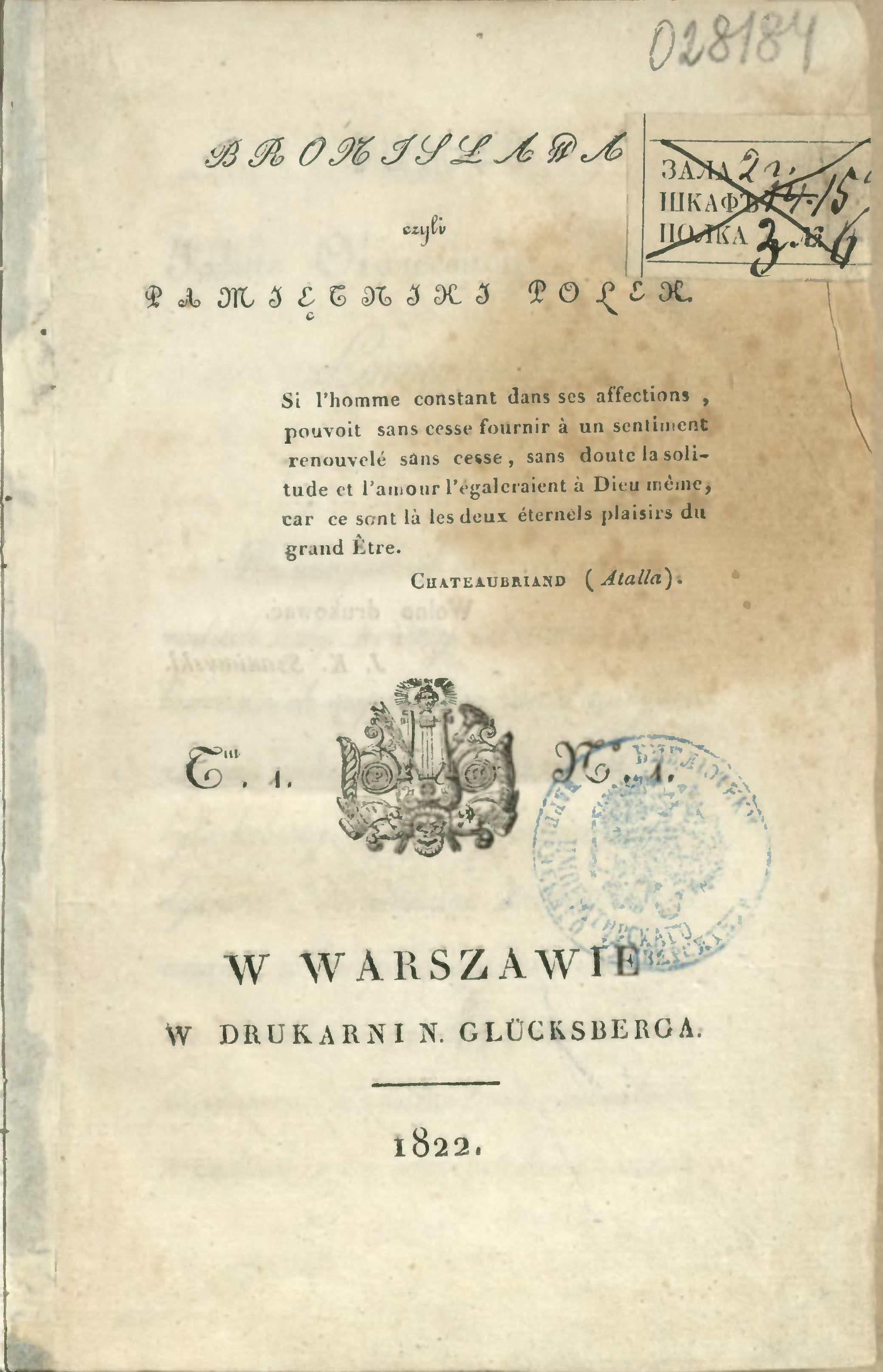
La portada del primer número de la revista femenina "Bronisława, o Diario de las Mujeres Polacas", Varsovia 1822, ed. Wanda Malecka

### Revistas
- Domownik (Preso), 3 de mayo de 1818 - 1 de mayo de 1820, copias manuscritas y reimpresión de fragmentos en Tygodnik Polski (Semanario Polaco).
- Bronisława, czyli Pamiętnik Polek (El Diario de las Mujeres Polacas), 1822-1823 , grabado por Natan Glücksberg; Se publicaron 4 números (la tirada de un número fue de 100 ejemplares)
- Wanda, tygodnik nadwiślański (Wanda, el semanario del Vístula), 1828-1829, impreso por J. Wróblewski

### Narrativa
- Rozrywki dla dobrych dzieci (Entretenimiento para niños buenos), 1829, publicado por A. Brzezina y Kompania (relatos didácticos y éticos para niños)
- Wanda. Królowa Sarmacka (Wanda. Reina de Sarmatian), 1826, 1828, extractos de Rozmaitości Warszawskie (Variedades de Varsovia)  y "Wanda" (poema)

### Traducciones
- Barbara von Krüdener:[1] Valérie oder Briefe Gustavs von Linar y Ernst von G. . .  Valérie o cartas de Gustav de Linar y Ernst de G ...) 1822
- Walter Scott:[2] Matylda Rokeby (Matilda Rokeby), 1826
- Como parte de la serie Select Romance (ed. W. Malecka), 1826-1827, edición de A. Brzezina :
  - Volúmenes I - II. Thomas Moore:[3] Lalla-Rookh, xiężniczka mogolska (Lalla-Rookh, princesa mogol) 1826 (traducido en prosa)
  - Volumen III. Walter Scott: Lord of the Two Hundred Isles (Señor de las doscientas islas), 1826 (primera traducción al polaco)
  - Volúmenes IV al VIII. Sophie Cottin:[4] Amélie Mansfield (Amelia Mansfild), 1827
  - Volumen XIII. George Byron: Mazeppa (Mazepa), 1827
- Henriette Campan:[5] Conseils aux jeunes filles (Consejos para mujeres jóvenes), 1827
- François-René de Chateaubriand: Wspomnienia Włoch, Anglii i Ameryki: z dzieł Chateaubrianda (Recuerdos de Italia, Inglaterra y América: de las obras de Chateaubriand), 1827
- George Byron: Powieści : Giaur, París (Novelas: Giaur, París),1828
- Paul de Kock: Un jeune homme charmant (Un joven encantador), 1841
- Hrabina Dash (Gabrielle Anne Cisterne de Courtiras):[6] Ekran, 1846
- Émile Souvestre:[7] Człowiek i pieniądze (Hombre y dinero), 1851
- Victorin Dénoix: Nowe rozmowy francuzkie (Nuevas charlas francesas), 1858